# Strassen (Luxemburg)
Strassen (luxemburgiul: Stroossen) város Luxemburgban. A luxembourgi kanton része. Strassen a fővárostól, Luxembourgtól nyugatra található. A város lakossága 9589 fő.

## Történelem
A város eredete római korban kezdődött. A mai modern Strassent 1851. január 6-án kezdték kialakítani a szomszédos Bertrange-ből.

## Népesség
Luxemburg lakosságának erős növekedése miatt új beépített területek jönnek létre Strassenben is. Strassen a főváros közelsége miatt különösen kedvelt hely. A város lakossága több évszázadon át nem változott sokat. 1947-ban 1446 fő, 1960-ban 1892 fő és majd 20 évvel később már 4242 fő lakosa volt a városnak. A növekedés folyamatos, 2019. január. 1-én már 9589 fő volt a lakosság, melyből 5970 fő (62,30%) nem luxemburgi volt.

## Közlekedés
Az ország többi városához hasonlóan a tömegközlekedés itt is modern és gyors. Buszjáratok kötik össze a közeli fővárossal és a többi várossal.

## Oktatás
A városban 4 iskola van, melyek mindegyike modern és jól felszerelt. Az általános iskolákban a diákok órái az ország három hivatalos nyelvén folynak. Elsőként luxemburgi nyelven vagy németül, míg a másodlagos nyelv francia vagy angol.

## Fordítás
- Ez a szócikk részben vagy egészben  a   Strassen, Luxemburg című angol Wikipédia-szócikk fordításán alapul.  Az eredeti cikk szerkesztőit annak laptörténete sorolja fel. Ez a jelzés csupán a megfogalmazás eredetét és a szerzői jogokat jelzi, nem szolgál a cikkben szereplő információk forrásmegjelöléseként.